# Herrarnas tempolopp i bancykling vid olympiska sommarspelen 1976
Herrarnas tempolopp i bancykling vid olympiska sommarspelen 1976 ägde rum den 20 juli 1976 i Montréal.

## Medaljörer
| Event               | Guld                            | Silver                 | Brons                  |
| Herrarnas tempolopp | Klaus-Jürgen Grünke Östtyskland | Michel Vaarten Belgien | Niels Fredborg Danmark |

## Resultat
| Placering | Cyklist                     | Tid      | Genomsnittlig hastighet (km/h) |
| --------- | --------------------------- | -------- | ------------------------------ |
|           | Klaus-Jürgen Grünke (GDR)   | 1:05.927 | 54.606 km/h                    |
|           | Michel Vaarten (BEL)        | 1:07.516 | 53.321 km/h                    |
|           | Niels Fredborg (DEN)        | 1:07.617 | 53.241 km/h                    |
| 4.        | Janusz Kierzkowski (POL)    | 1:07.660 | 53.207 km/h                    |
| 5.        | Eric Vermeulen (FRA)        | 1:07.846 | 53.061 km/h                    |
| 6.        | Hans Michalsky (FRG)        | 1:07.878 | 53.036 km/h                    |
| 7.        | Harald Bundli (NOR)         | 1:08.093 | 52.869 km/h                    |
| 8.        | Walter Bäni (SUI)           | 1:08.112 | 52.854 km/h                    |
| 9.        | Miroslav Vymazal (TCH)      | 1:08.173 | 52.807 km/h                    |
| 10.       | Massimo Marino (ITA)        | 1:08.488 | 52.564 km/h                    |
| 11.       | David Weller (JAM)          | 1:08.534 | 52.529 km/h                    |
| 12.       | Stephen Goodall (AUS)       | 1:08.610 | 52.470 km/h                    |
| 13.       | Jocelyn Lovell (CAN)        | 1:08.852 | 52.286 km/h                    |
| 14.       | Dimo Angelov (BUL)          | 1:08.950 | 52.212 km/h                    |
| 15.       | Robert Vehe (USA)           | 1:09.057 | 52.131 km/h                    |
| 16.       | Richard Tormen (CHI)        | 1:09.468 | 51.822 km/h                    |
| 17.       | Yoshikazu Cho (JPN)         | 1:09.664 | 51.677 km/h                    |
| 18.       | Hector Edwards (BAR)        | 1:10.084 | 51.367 km/h                    |
| 19.       | Paul Medhurst (GBR)         | 1:10.167 | 51.306 km/h                    |
| 20.       | Anthony Sellier (TRI)       | 1:11.103 | 50.631 km/h                    |
| 21.       | Mikhail Kountras (GRE)      | 1:11.435 | 50.395 km/h                    |
| 22.       | Miguel Mergaleff (URU)      | 1:11.905 | 50.066 km/h                    |
| 23.       | Erol Küçükbakirci (TUR)     | 1:12.697 | 49.521 km/h                    |
| 24.       | Vlado Fumić (YUG)           | 1:13.037 | 49.290 km/h                    |
| 25.       | Massoud Mobarakizadeh (IRI) | 1:14.169 | 48.538 km/h                    |
| 26.       | Marco Soria (BOL)           | 1:14.480 | 48.335 km/h                    |
| 27.       | Taworn Tarwan (THA)         | 1:15.136 | 47.913 km/h                    |
| 28.       | Chan Fai Lui (HKG)          | 1:16.957 | 46.779 km/h                    |
| 29.       | Donald Christian (ANT)      | DNF      | —                              |
| 30.       | Eduard Rapp (URS)           | DSQ      | —                              |